# Ophiorrhiza trichantha
Ophiorrhiza trichantha är en måreväxtart som beskrevs av Theodoric Valeton. Ophiorrhiza trichantha ingår i släktet Ophiorrhiza och familjen måreväxter. Inga underarter finns listade i Catalogue of Life.